# Cantacuzino
Cantacuzino (franska: Cantacuzène) är en ursprungligen grekisk-bysantinsk adelsätt (fanarioter) under namnet Kantakuzenos, under nuvarande namn rumänsk furstlig adelsätt.

## Historik

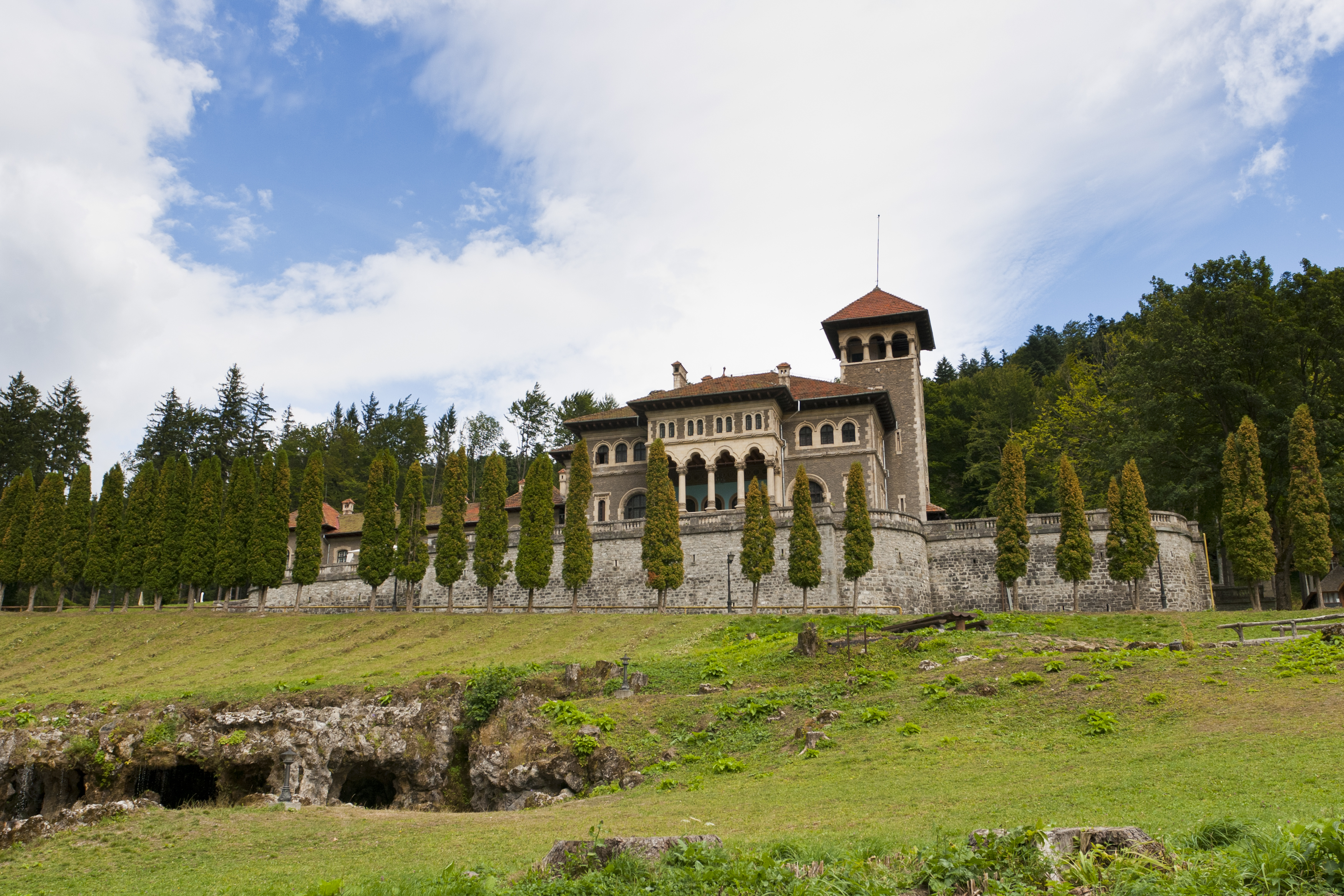
Cantacuzino slott i Rumänien.

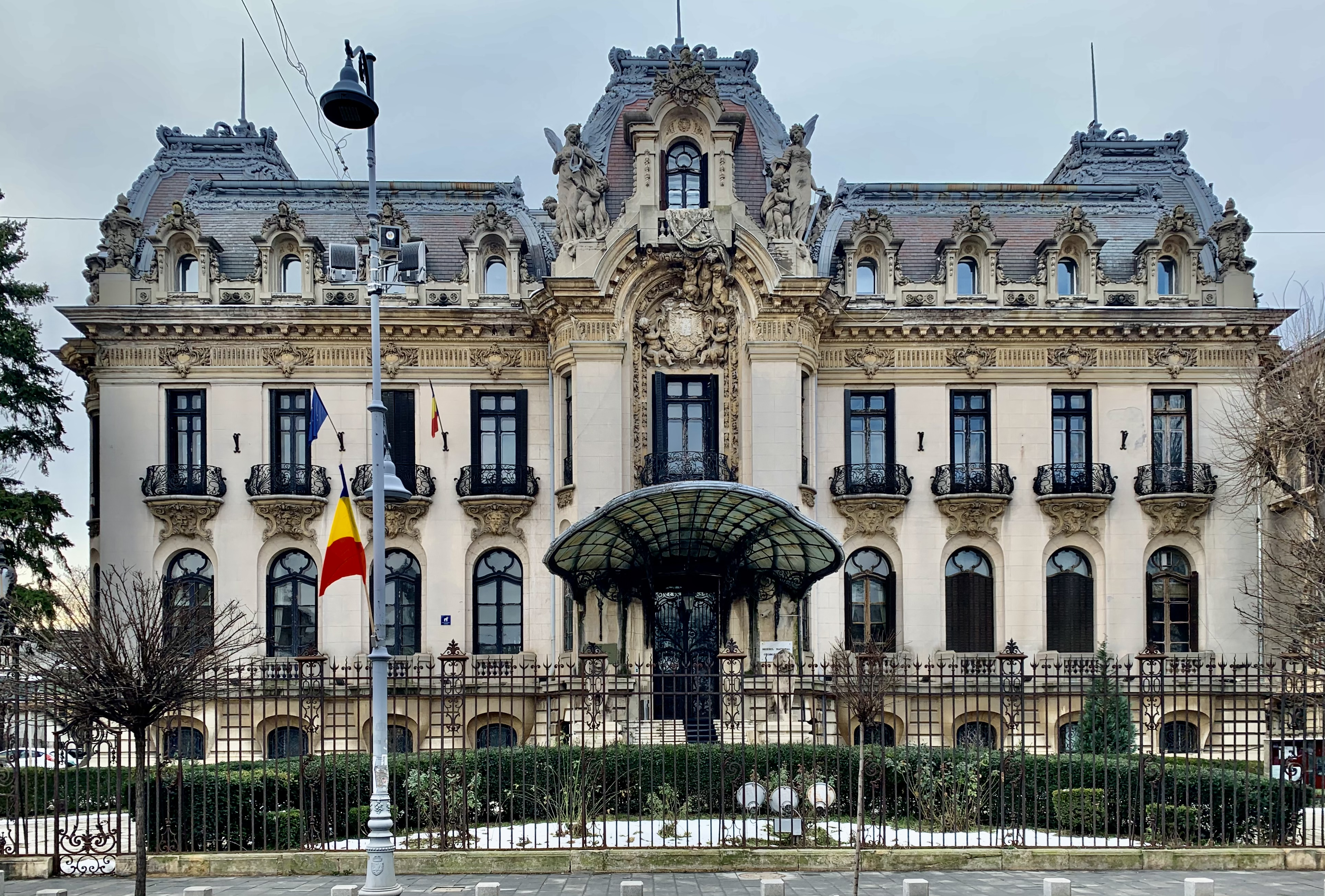
Släktens palats i Bukarest.

Ätten är i kända urkunder belagd tidigast med riksfältherren hos kejsar Alexios I Komnenos, Johannes Kantkuzenos (omnämnd 1104-1108). Ättmedlemmar har varit östromerska kejsare, som Johannes V Palaiologos 1347-1354 också känd som en god historisk författare, samt hans son Matthaios Kantakuzenos. Även efter Konstantinopels fall 1453 och etableringen av det Osmanska riket kom släkten Kantakuzenos att gälla för en av rikets allra yppersta ätter. 1633 överflyttade ätten till Valakiet och Moldova i nuvarande Rumänien med Andronikos Cantacuzino, och dennes söner Konstantin och Gheorghe Cantacuzino, och byggde här upp en ansenlig förmögenhet. Här, liksom även i Grekland och Albanien m.fl. Balkanområden, var flera medlemmar av ätten Kantkuzenos hospodarer under den osmanske sultanen. En rysk sidogren skapades i slutet av 1600-talet av Serban och hans bror Dimitrie Cantacuziono.
Av senare framstående ättmedlemmar kan nämnas den rumänske politikern Gheorghe Cantacuzino (1837-1913) och bakteriologen professor Ioan Cantacuzino (1863-1934). Furstevärdigheten för hela släkten erkändes 19 januari 1865 av Ryssland. Tyskt erkännande härom meddelades av Tyska Adelsförbundets sektion för adelsrätt så sent som 10 oktober 1960. Den i Sverige boende grenen kan räkna en obruten ättledning från Demetrios Kantakuzenos, verksam i början av 1500-talet. Hans sonsons son Konstantinos Kantakuzenos (1592-1663) bosatte sig 1632 i Valakiet och blev stamfader för den rumänska huvudgrenen. Hans avkomling i tionde led var furst Stefan Cantacuzino, som överflyttade till Sverige 1944.
Den 31 december 2022 var 3 personer med efternamnet Cantacuzino bosatta i Sverige.

## Personer med efternamnet Cantacuzino
- Elena Cantacuzino (1611–1687), rumänsk godsägare och adelsdam
- Gheorghe Cantacuzino (1833–1913), rumänsk politiker
- Păuna Greceanu-Cantacuzino (död 1740), furstinna av Valakiet
- Șerban Cantacuzino (1640–1688), ståthållare över Valakiet